# 1994 v letectví

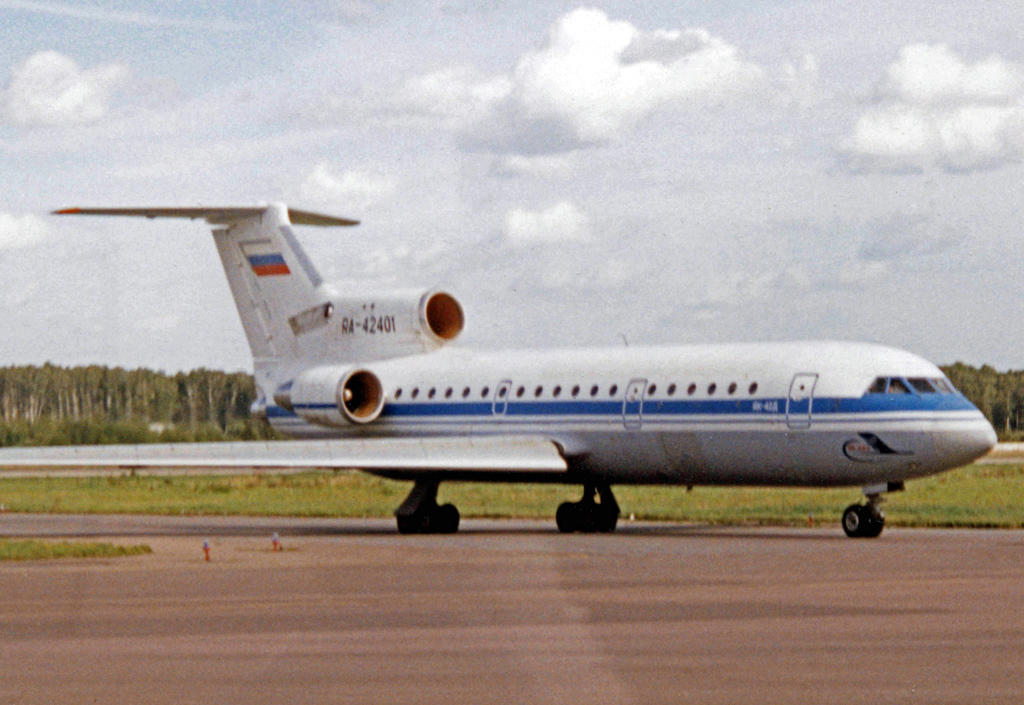
Yakovlev Yak-42D RA-42401 na moskevském letišti Domodedovo Airport v roce 1994

Tento článek obsahuje seznam událostí souvisejících s letectvím, které proběhly roku 1994.

## Události

### Duben
- 14. dubna – Letouny F-15 Eagle USAF sestřelují nad Irákem dva vrtulníky UH-60 Blackhawk US Army, když je nesprávně identifikují jako irácké Mily Mi-25.

### Srpen
- 30. srpna – Lockheed a Martin Marietta oznamují svůj úmysl sloučit se. Následující rok vytvoří společnost Lockheed-Martin.

### Září
- 18. září – v závodě o Pohár Gordona Bennetta zvítězili Švýcaři Karl Spenger a Christian Stoll

## První lety

### Únor
- 15. února – Eurocopter EC 135

### Březen
- 27. března – Eurofighter Typhoon

### Květen
- 17. května – Iljušin Il-103

### Červen
- 12. června – Boeing 777

### Září
- 13. září – Airbus Beluga

### Říjen
- 25. října – Bell 430

### Prosinec
- 16. prosince – Antonov An-70
- 28. prosince – Suchoj Su-32FN